# Ёлва-Мезенская
Ёлва-Мезенская или Елва-Мезенская — река в России, протекает по Удорскому району Республики Коми. Устье реки находится в 747 км по левому берегу реки Мезень (окрестности поселка Усть-Елва). Длина реки составляет 84 км, площадь водосборного бассейна — 766 км².
Именованные притоки: Корчвож, Светлик, Кучъёль и другие.

## Данные водного реестра
По данным государственного водного реестра России относится к Двинско-Печорскому бассейновому округу, водохозяйственный участок реки — Мезень от истока до водомерного поста у деревни Малонисогорская. Речной бассейн реки — Мезень.
Код объекта в государственном водном реестре — 03030000112103000043346.